# 施啓宇
施啓宇（1856年—1918年），江蘇省太倉直隸州崇明縣人，清朝政治人物、同進士出身。
光緒十八年（1892年），参加光緒壬辰科殿試，登進士三甲89名。同年五月，著交吏部掣签分发各省，以知县即用。曾任湖南乡试考官。民国后不再出仕。